# 심진화
심진화(沈珍華, 1980년 7월 23일 ~ )는 대한민국의 희극인, 방송인, 배우이다.
2001년 연극 배우로 첫 데뷔하였으며, 2년 후 2003년 12월 SBS 7기 공채 개그맨으로 데뷔하였다. 2006년 웃음을 찾는 사람들에서 장경희, 김형은과 함께 미녀 삼총사를 결성하여 가수로도 활동했다. 2006년 12월 17일 장경희와 김형은과 함께 강원도 용평리조트 행사에 가던 중 교통사고를 당했다. 그 이유로 인해 김형은을 떠나 보냈다. 당찬 성격과 고운 심성을 두루 갖추어 많은 이들의 사랑을 받고 있으며, 2011년 9월 KBS의 개그맨 김원효와 결혼하였다.

## 학력
- 청송초등학교 졸업
- 청송중학교 졸업
- 청송여자고등학교 졸업
- 가야대학교 연극영화학과 학사

## 수상
- 2003년 SBS 7기 공채 개그맨 금상

## 출연작

### 예능
- 2011년 KBS 《위기탈출 넘버원》 위험한 랭킹 오마이 갓
- 2012년 KTV 《김원효 심진화의 거꾸로 늬우스》 공동 MC
- 2013년 KBS 《가족의 품격 풀하우스》 보조 MC
- 2014년 MBC 라디오 《지금은 라디오 시대》 짧은데 웃긴 편지, 양치기소년
- 2015년 KBS 《아침마당》 신가족탐구
- 2015년 KBS2 《위기탈출 넘버원》
- 2018년 MBC 《미스터리 음악쇼 복면가왕》 - 빅토리! 빅토리! V.I.C.T.O.R.Y! 빅토리아 베컴 <참가자>
- 2018년 KBS2 《해피투게더3》 (7월 27일)
- 2019년 tvN 《쇼! 오디오자키》
- 2020년 KBS2 《해피투게더 4》 (2월 6일)
- 2020년 SBS 《백종원의 골목식당》 - 게스트 (남편 김원효와 동반출연)
- 2020년  JTBC 《1호가 될 순 없어》  (남편 김원효와 동반출연)
- 2021년 KBS2 《옥탑방의 문제아들》 (4월 27일)
- 2022년 KBS2 《살림하는 남자들》 (4월 9일,12월 3일)
- 2022년, 2023년  JTBC 《아는형님 4월 9일(2022년),12월 16일(2023년)》
- 2024년 채널S 《다시 갈 지도》

### 드라마
- 2015년 KBS2 TV소설 《별이 되어 빛나리》 - 맹춘자 역
- 2018년 KBS2 일일연속극 《인형의 집》 - 신영애 역
- 2018년 MBC 주말드라마 《내사랑 치유기》 - 홍선희 역
- 2019년 JTBC 금토드라마 《멜로가 체질》
- 2021년 tvN 토일드라마 《갯마을 차차차》 - 공진반점 식당의 손님 (15회, 특별출연)
- 2023년 tvN 수목드라마 《스틸러 : 일곱 개의 조선통보》 - 심미영 역 (5회 특별출연)
- 2023년 웹드라마 《프레시우먼》

### 뮤지컬
- 《드립걸스》 (2014년)

## 같이 보기
- 김형은
- 장경희
- 김원효